# Сперанский, Николай Николаевич
Николай Николаевич Сперанский (1886—1951) — советский партийный и государственный деятель.

## Биография
Родился в 1886 году в Вышнем Волочке Тверской губернии. Его отец был начальником речной дистанции Министерства путей сообщения.
В 1896 году родители отдали Николая в классическую гимназию в г. Рыбинске. Затем семья Сперанских переехала в г. Мологу Ярославской губернии, чтобы быть ближе к детям, обучавшимся в Рыбинской гимназии. В 1904 году Сперанский окончил гимназию с золотой медалью. После этого поступил в Санкт-Петербургский университет на естественный факультет.
После январских событий 1905 года вернулся в г. Рыбинск, так как не имел средств на жизнь в Санкт-Петербурге. В Рыбинске он сотрудничал с местными социал-демократами, работал в подпольной типографии, выступал на массовках рабочих. Из Рыбинска, в связи с переводом отца, он вместе с семьей переезжает в г. Ржев. Вскоре Сперанский возобновил учебу в университете, который окончил в 1909 году.
Работал учителем в коммерческом училище в г. Проскурове, затем в женской гимназии в г. Варнавине Костромской губернии. Затем в поисках заработка уехал в Санкт-Петербург, где устроился статистиком в справочно-издательское бюро Министерства земледелия. В 1913 году Сперанский поступил в Московский сельскохозяйственный институт, где изучал метеорологию.
В 1914 году, с началом Первой мировой войны, добровольцем ушел в армию, был рядовым 14-го пехотного стрелкового полка. В бою 7 ноября 1914 года был ранен, а после выздоровления приехал в г. Самару, где устроился работать земским метеорологом. В апреле 1917 года вступил в объединенную социал-демократическую организацию. В дни Октябрьской социалистической революции был создан Самарский губревком, в заседаниях которого принимал Сперанский. На заседании губревкома 22 мая 1918 года Сперанский был утвержден заместителем комиссара земледелия. В 1918 году стал членом РКП(б). 25 октября 1918 года был утверждён в должности секретаря губревкома. Был делегатом IX, X, XI съездов РКП(б). Кандидат в члены ВЦИК 8-го созыва (1921).
В конце 1920 года Сперанский выехал на работу в Витебскую губернию, затем (с 1922 года) работал в Москве в Главлите РСФСР. В 1924 году входил в комиссию ЦК РКП(б) по разработке проекта положения о печати. В январе 1924 года Лебедев-Полянский писал о нем:

«Является фактическим руководителем в административно-хозяйственной части работы Главлита. Инициатива есть. Благодаря мягкости характера, достаточной настойчивости в наших условиях работы не имеет, охватить работу в целом может».

В 1924 году возвратился в Самару и в октябре этого же года был утвержден в должности заведующего Самарским истпартоделом губкома РКП(б), занимался сбором материалов по истории партии и революционного движения в Самарской губернии.
С 1927 года работал в Москве ответственным инструктором ЦКК ВКП(б) и старшим инспектором РКИ СССР. С 1930 года работал председателем Гидрометеорологического комитета РСФСР, затем заместителем председателя ГМК СССР. Был редактором журнала географического общества «Метеорологический вестник» (до 1937 года).
19 января 1932 года в Москве Сперанский, как председатель Гидрометеорологического комитета РСФСР, созвал первое заседание по изучению стратосферы. На этом заседании был заслушан доклад метеоролога В. И. Виткевича о задачах изучения стратосферы и образована Комиссия по изучению стратосферы под его председательством. На первом заседании Комиссии 22 января был намечен план работ, включавший также постройку стратостата для подъема с людьми на высоту 20—25 км. Вскоре был построен стратостат «СССР-1».
С августа 1934 года — инструктор Президиума ВЦИК, заведовал отделом учебных заведений НКЮста СССР, находился на педагогической работе.
В 1940 году за «антипартийный разговор с одним лицом», как писал Сперанский в автобиографии, был исключен из партии. После исключения оказался без работы, существовал главным образом за счет преподавания на курсах, рабфаках, в советских партийных школах, написания статей в периодические издания. Также занимался литературной работой, был контролером контрольно-учебного бюро Московского горсовета, затем — на пенсии.
Решением КПК при ЦК КПСС в марте 1958 года Сперанский реабилитирован в партийном отношении.
Умер Николай Николаевич Сперанский 9 июля 1951 года.